# Óscar Villarreal
Óscar Napoleón Villarreal Marcelino (ur. 3 lutego 1995 w mieście Panama) – panamski piłkarz występujący na pozycji bocznego pomocnika, reprezentant Panamy, od 2025 roku zawodnik Árabe Unido.

## Kariera klubowa
Villarreal jest wychowankiem klubu Chorrillo FC. Do pierwszej drużyny został włączony w wieku siedemnastu lat przez szkoleniowca Javiera Ainsteina i w Liga Panameña zadebiutował 26 stycznia 2013 w przegranym 2:4 spotkaniu z Plazą Amador. Premierowego gola w najwyższej klasie rozgrywkowej strzelił natomiast 19 stycznia 2014 w zremisowanej 2:2 konfrontacji z Chepo. W wiosennym sezonie Clausura 2014 wywalczył z Chorrillo tytuł mistrza Panamy, pozostając jednak głównie rezerwowym w taktyce trenera Julio Mediny III (zanotował osiem występów). W jesiennym sezonie Apertura 2015 zdobył wicemistrzostwo Panamy i sukces ten powtórzył także pół roku później – w sezonie Clausura 2016. W obydwóch przypadkach ani razu nie pojawił się jednak na boisku. Dopiero potem został podstawowym graczem Chorrillo i w sezonie Apertura 2017 jako kluczowy piłkarz wywalczył swój drugi tytuł mistrza Panamy.
W styczniu 2018 Villarreal na zasadzie rocznego wypożyczenia przeniósł się do krajowego potentata – stołecznego Tauro FC.

## Kariera reprezentacyjna
W styczniu 2017 Villarreal został powołany przez selekcjonera Hernána Darío Gómeza do seniorskiej reprezentacji Panamy na turniej Copa Centroamericana. Tam 15 stycznia w wygranym 2:1 meczu z Nikaraguą zadebiutował w dorosłej kadrze narodowej. Ogółem podczas tych rozgrywek wystąpił w dwóch z pięciu możliwych meczów (z czego w jednym w wyjściowym składzie), zaś Panamczycy – będący wówczas gospodarzem –  zajęli drugie miejsce.